# Макаров, Василий Харитонович
Василий Харитонович Макаров (1 января 1908, Юшта, Рязанская губерния, Российская империя  — 6 октября 1987, Оренбург, РСФСР, СССР) — советский военачальник, генерал-майор авиации (11.05.1949)

## Биография
До службы в армии  Макаров работал столяром на заводе «Электроаппарат» в Ленинграде, одновременно учился на вечерних курсах по подготовке в вуз при Ленинградском горном институте им. Г. В. Плеханова. В мае 1930 года зачислен студентом в этот институт. Член ВКП(б) с 1930 года. 
После 1-го курса в мае 1931 года по партийной мобилизации направлен в 7-ю военную школу летчиков им. Сталинградского Краснознаменного пролетариата. После окончания обучения в январе 1933 года оставлен в ней инструктором-летчиком. В феврале 1934 года переведен командиром звена в 18-ю легкоштурмовую авиаэскадрилью 255-й авиабригады ВВС УВО в город Киев. В апреле эскадрилья была передислоцирована в город Красноярск в состав ВВС СибВО. В июне 1936 года Макаров был назначен командиром звена в 32-ю легкоштурмовую авиаэскадрилью и вместе с ней убыл на Дальний Восток в состав 48-й авиабригады ВВС Приморской группы войск ОКДВА. В июне 1937 года был переведен в 8-ю легкоштурмовую авиаэскадрилью на должность командира отряда. В сентябре 1938 года назначен командиром эскадрильи 2-го штурмового авиаполка 53-й авиабригады ВВС 1-й Отдельной Краснознаменной армии, с апреля 1939 года исполнял должность пом. командира этого полка.
В начале Великой Отечественной войны  28 июня 1941 года майор  Макаров был назначен командиром 78-го штурмового авиаполка, входившего в состав 32-й авиадивизии ВВС 1-й Отдельной Краснознаменной армии. С марта 1942 года исполнял должность заместителя командира 34-й авиадивизии Дальневосточного фронта. В августе  Макаров был назначен командиром 251-й штурмовой авиационной дивизии, входившей в состав 9-й воздушной армии. Формировал ее из штурмовых авиаполков, вооруженных самолетами И-15бис. В 1942-1943 гг. дивизия была перевооружена на Ил-2. Ее части охраняли дальневосточные воздушные рубежи нашей Родины. С августа 1943 года подполковник  Макаров — пом. командующего по воздушно-стрелковой службе 9-й воздушной армии. В апреле 1944 года он был назначен командиром 252-й штурмовой авиационной дивизии. Для приобретения боевого опыта в марте 1945 года Макаров был направлен на стажировку во 2-ю воздушную армию 1-го Украинского фронта. Будучи стажером в 307-й штурмовой авиадивизии 3-го штурмового авиакорпуса, совершил 5 боевых вылетов на подавление и уничтожение опорных пунктов немецких войск. За полтора месяца боевой стажировки в должности командира штурмовой авиадивизии приобрел ценный опыт руководства частями в боевой остановке.
По возвращении со стажировки на Дальневосточный фронт вновь командовал 252-й штурмовой авиадивизией. К началу войны с Японией все ее четыре авиаполка были укомплектованы материальной частью лишь на 50%. В ходе Харбино-Гиринской наступательной операции дивизия поддерживала соединения 65-го стрелкового корпуса 5-й армии 1-го Дальневосточного фронта при прорыве Дуннинского УРа и наступлении на Муданьцзян. Ее части группами по 6-8 и до 16 самолетов наносили удары по автоколоннам, ж.-д. эшелонам и отходящим войскам противника на направлении Пограничная — Мулинчжань — Муданьцзян — Нингута. За успешное выполнение заданий командования дивизия была награждена орденом Красного Знамени.
После войны в сентябре 1945 года дивизия была перебазирована из Маньчжурии в Северную Корею (г. Хейдзио), где была переименована в 109-ю штурмовую. После окончания курсов усовершенствования командиров и начальников штабов авиадивизий при Краснознаменной Военно-воздушной академии,  в мае 1949 года генерал-майор авиации  Макаров был назначен начальником 1-го Чкаловского военного авиационного училища летчиков ВВС. C 1955 года по  1957 год  в данном училище обучался и успешно его окончил будущий первый космонавт Ю. А. Гагарин,  которому Макаров в торжественной обстановке вручил диплом военного летчика (с отличием).
1 июня 1959 года генерал-майор авиации  Макаров был уволен в запас.

## Награды
СССР
- три ордена Красного Знамени (18.05.1945[3], 30.08.1945[4], 13.06.1952[5]);
- орден Отечественной войны I степени (06.04.1985)[6]
- два ордена Красной Звезды (18.08.1945[7], 05.11.1946[5])
- Медали в том числе:
  - «За боевые заслуги» (03.11.1944)[5];
  - «За Победу над Германией в Великой Отечественной войне 1941—1945 гг.» (27.08.1945)[8];
  - «За победу над Японией» (1945);
  - «За взятие Берлина» (1945);
  - «Ветеран Вооружённых Сил СССР» (1976);
- знак «50 лет пребывания в КПСС»

Приказы (благодарности) Верховного Главнокомандующего в которых отмечен В. Х. Макаров
- За овладение всей Маньчжурией, Южным Сахалином и островами Сюмусю и Парамушир из группы Курильских островов, главным городом Маньчжурии Чанчунь и городами Мукден, Цицикар, Жэхэ, Дайрэн, Порт-Артур[9].

Других государств
- орден Государственного флага II степени (КНДР)